# Sucupira do Norte
Sucupira do Norte este un oraș în unitatea federativă Maranhão (MA), Brazilia.